# Quiz Whizz
Quiz Whizz (br.: Dispostos a pagar impostos) é um filme curta-metragem estadunidense de 1958, dirigido por Jules White.
É o 183º de um total de 190 da série com os Três Patetas produzida pela Columbia Pictures entre 1934 e 1959.

## Enredo
Joe ganha 15 mil dólares num programa de TV de perguntas e respostas (o assunto era comida) e Moe e Larry o aguardam para repartirem o dinheiro. Mas quando Joe chega eles descobrem que o companheiro entregara o cheque a uma dupla de trapaceiros, G. Y. Prince (Milton Frome) e R. O. Broad (Bill Brauer), falsos investidores em ações. A situação se complica quando o cobrador do Imposto de Renda aparece e lhes notifica sobre a taxa de cinco mil dólares sobre o prêmio.
O trio então vai até o escritório dos bandidos para recuperarem o dinheiro, mas eles se disfarçaram de simpáticos empresários e não são reconhecidos por Joe. Como forma de "ajudarem" os Patetas a recuperarem o que perderam, eles lhes falam sobre o milionário excêntrico Montgomery M. Montgomery (Gene Roth) e a mania dele de adotar crianças como se fossem filhos. Montgomery é na verdade o líder da quadrilha e quando os Patetas chegam na mansão dele disfarçados de crianças pensando que conseguirão dinheiro com isso, o bandido e sua auxiliar iniciam uma série de atentados contra o trio atrapalhado.

## Citação
(tradução aproximada)
- Moe (frenético): "Eu gostaria de avisar sobre o desaparecimento de uma pessoa. Nome? Joe Besser. Medidas? Bem, 1m60 de altura e 1m60 de largura (referência a ele ser gordo). Cor do cabelo? Cor de pele! (referência a ele ser careca)".